# Goodna
Goodna is een plaats in de Australische deelstaat Queensland. Deze plaats telt 10.461 inwoners (2016). 